# 長牙大天牛
長牙大天牛（學名： 英文名：Sabertooth longhorn beetle），或称巨顎大天牛、長夾大天牛、巨顎天牛，其長度與泰坦大天牛（Titanus giganteus）相當，兩者並列世界第二長的甲蟲（僅次於長戟大兜蟲），是世界上最大的甲蟲之一。

## 栖息地
它們分布哥倫比亞的雨林、厄瓜多爾、祕魯、玻利維亞、圭亞那和巴西。

## 形态
已發現的長牙大天牛標準長度平均大約17公分長，其中其巨大的大顎佔身長極大比例（雄性的平均長度不包括大顎僅有13公分－14公分，雌性則為10公分－11公分）。泰坦大天牛最大的長度16.7公分，有的雄性长戟大兜虫的长度最長約18.1公分，但它有很长的尖角，而長牙大天牛的體型和长戟大兜虫一樣都小於泰坦大天牛。
長牙大天牛的幼蟲會鑽入腐朽的木中，形成寬10公分的孔洞和1公尺長的通道。長牙大天牛的幼蟲非常的大，可長達21公分，對於甲蟲幼蟲的顏色來說通常是白色，但是它們的幼蟲是褐色的。《國家地理雜誌》曾登過一張幼蟲的照片，誤以為是泰坦大天牛（Titanus giganteus）的幼蟲，後來證實可能是長牙大天牛的幼蟲。

## 外部連結
- 長牙大天牛一系列圖片(Macrodontia cervicornis) （页面存档备份，存于）
- 長牙大天牛的圖片與文章 at arkive.org （页面存档备份，存于）

1. ↑  .   [2018-12-05]. （原始内容存档于2020-11-09）.
2. ↑  .   [2018-12-05]. （原始内容存档于2020-02-03）.
3. ↑  .   [2019-01-07]. （原始内容存档于2020-02-03）.